# Гиньен
Гиньен (фр. Guignen) — коммуна на северо-западе Франции, находится в регионе Бретань, департамент Иль и Вилен, округ Редон, кантон Гишен. Расположена в 26 км к юго-западу от Ренна, в 18 км от национальной автомагистрали N137.
Население (2018) — 3 944 человека. 

## Достопримечательности
- Церковь Святого Мартина конца XIX века
- Шато Метери XIX века, бывшая резиденция семьи Бастар де Вильнёв

## Экономика
Структура занятости населения:
- сельское хозяйство — 10,5 %
- промышленность — 7,8 %
- строительство — 13,6 %
- торговля, транспорт и сфера услуг — 39,0 %
- государственные и муниципальные службы — 29,1 %

Уровень безработицы (2018) — 7,4 % (Франция в целом —  13,4 %, департамент Иль и Вилен — 10,4 %). 

Среднегодовой доход на 1 человека, евро (2018) — 21 780 (Франция в целом — 21 730, департамент Иль и Вилен — 22 230).

## Демография
Динамика численности населения, чел.

## Администрация
Пост мэра Гиньена с июня 2015 года занимает Эвелин Лефёвр (Évelyne Lefeuvre). На муниципальных выборах 2020 года возглавляемый ею центристский список был единственным.
| Период | Период | Фамилия            | Партия                  | Примечания                                            |
| ------ | ------ | ------------------ | ----------------------- | ----------------------------------------------------- |
| 1977   | 1989   | Жан Этрийяр        |                         | коммерсант                                            |
| 1989   | 1995   | Робер Жюльен       |                         |                                                       |
| 1995   | 2001   | Мишель Монье       |                         | владелец автомастерской                               |
| 2001   | 2002   | Жаклин Реверди     |                         | диспетчер                                             |
| 2002   | 2014   | Жан-Пьер Летурнель | Социалистическая партия | работник банка, член Генерального совета департамента |
| 2014   | 2014   | Жозеф Летурнель    |                         | инструктор                                            |
| 2014   |        | Эвелин Лефёвр      | Разные левые            | пенсионерка                                           |

## Города-побратимы
- Скеррис, Ирландия
- Вильяфранка-де-лос-Баррос, Испания
- Милевско, Чехия

## Галерея

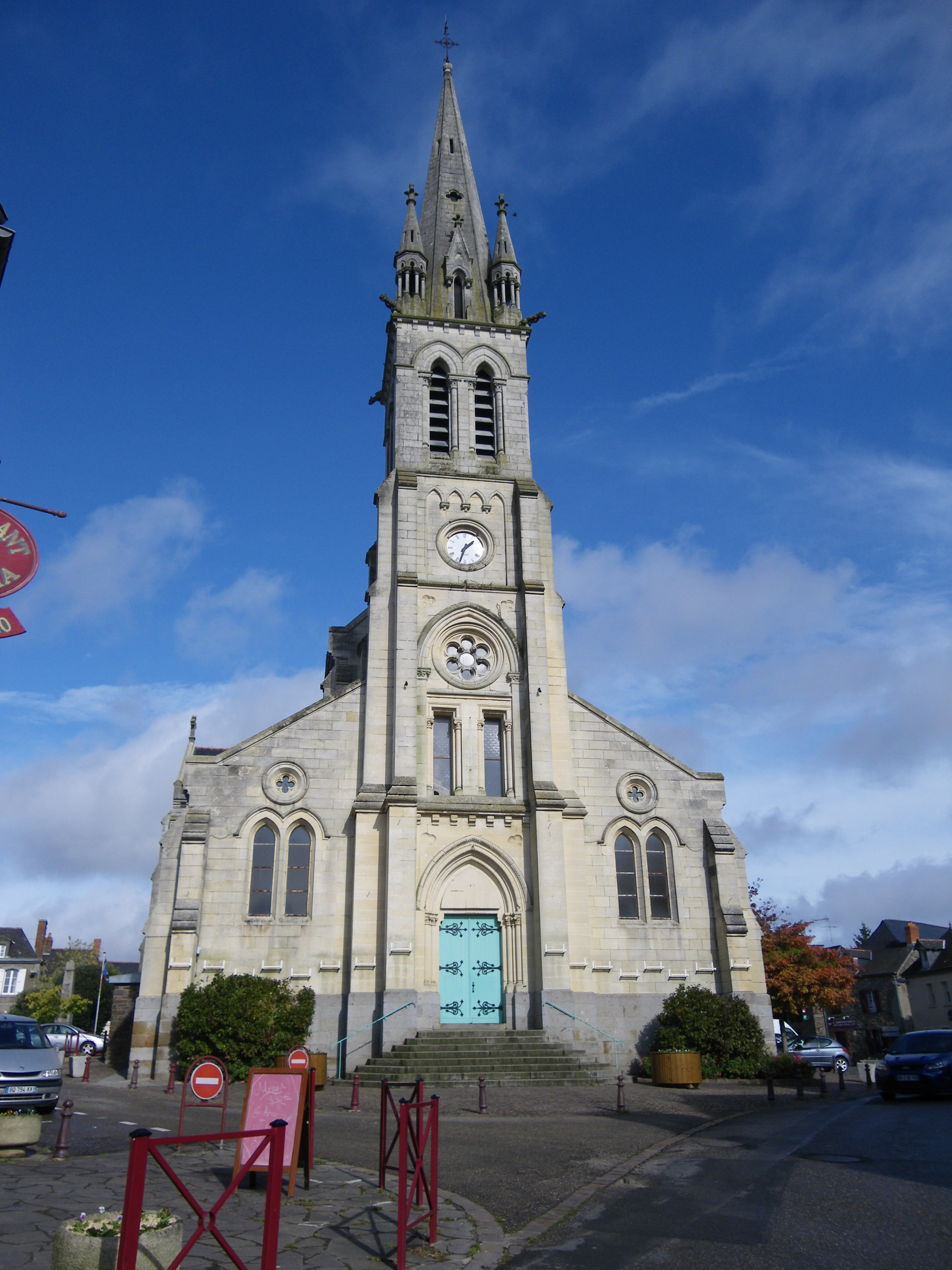
Церковь Святого Мартина